# Erzbistum Ohrid

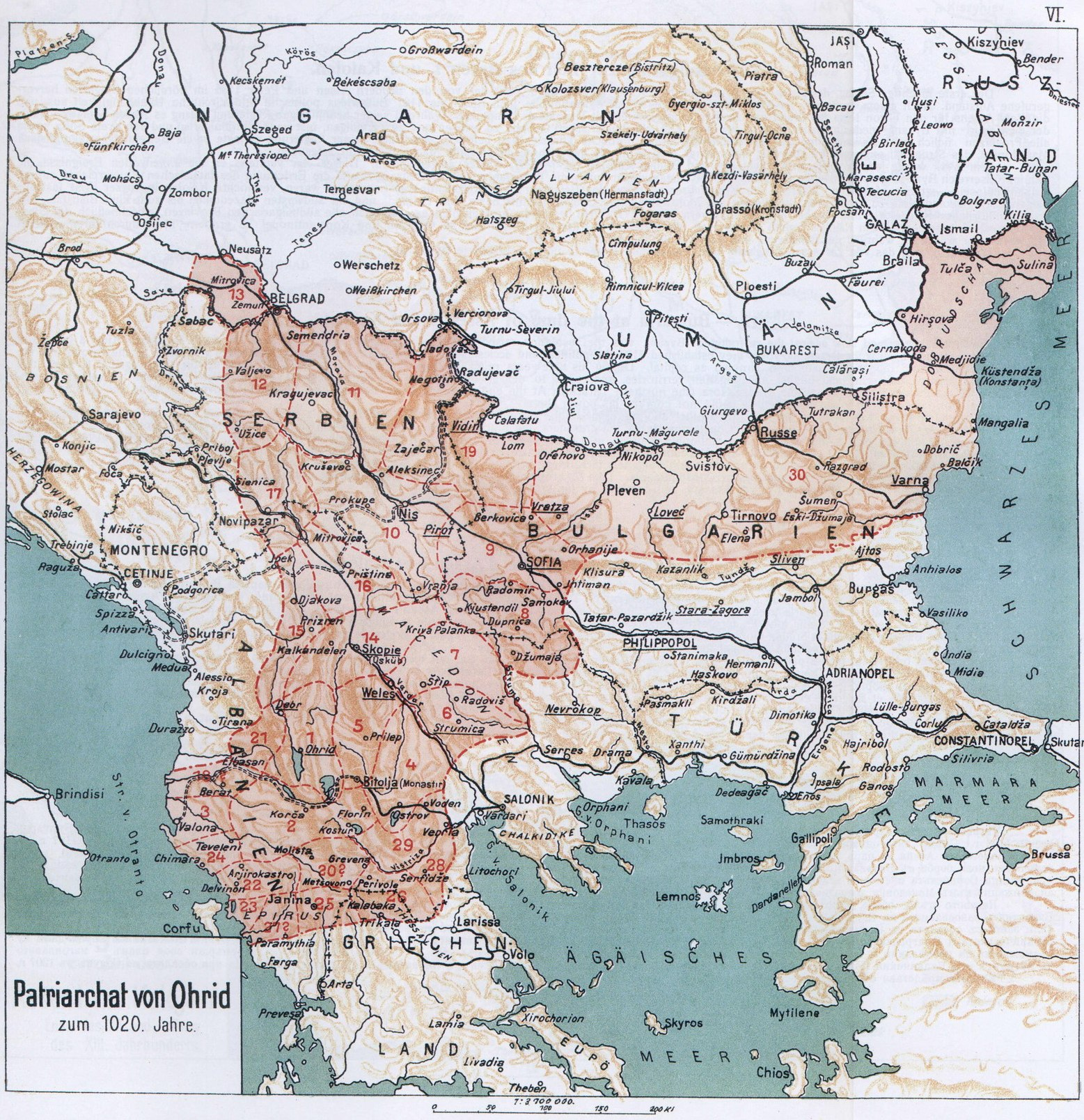
Das Erzbistum um das Jahr 1020

Mit dem Begriff Erzbistum von Ohrid werden mehrere kirchliche Erzdiözesen in verschiedenen Epochen bezeichnet. Der Name bezieht sich auf die heute in Nordmazedonien liegende Stadt Ohrid.

## Historische Erzdiözese
Der Begriff „Erzbistum Ohrid“ bezeichnete eine historische orthodoxe Erzdiözese, die vom 9. bis zum 18. Jahrhundert im Gebiet zwischen Karpaten und Thessalien bestand. Sie umfasste Bistümer aus Makedonien, Thessalien, Epirus, Albanien, Duklja, Travunien, Zachlumien, Raszien, Bosnien, Syrmien und Mösien. Gegründet während des Ersten Bulgarischen Reiches im 9. Jahrhundert, wurde es vom byzantinischen Kaiser Basileios II. 1018 als autokephales Erzbistum anerkannt. 1767 verlor es seine über 700 Jahre währende Autokephalie und wurde aufgelöst. Auf die Tradition dieses Erzbistums berufen sich auch aktuelle Kirchen.

### Geschichte
Schon in der Antike gab es am Ohridsee ein Bistum. Der Bischof residierte in Lychnidos, der Vorgängerstadt von Ohrid. Dieser Bischofssitz ist spätestens mit der Landnahme der Slawen auf dem Balkan im 6. Jahrhundert untergegangen, möglicherweise aber bereits durch das verheerende Erdbeben am 29. und 30. Mai 526, nach welchem keine Nachrichten mehr über Lychnidos überliefert sind.
Zum ersten Mal wird Ohrid 879/880 in den Akten des Vierten Konzils von Konstantinopel als Bischofssitz einer bulgarischen Kirche erwähnt. Der Metropolit Gavril Ohridski war Teilnehmer dieses Konzils im Jahre 879. Zu jener Zeit gehörte die Gegend zum Bulgarischen Reich. Gegen Ende des 9. Jahrhunderts wirkten Kliment von Ohrid und Naum Ohridski in der Region. Sie machten aus Ohrid ein kirchliches und kulturelles Zentrum der orthodoxen Südslawen. Die Schule von Ohrid hat einen Großteil der altkirchenslawischen Literatur hervorgebracht.
971 eroberte Byzanz den Osten des Bulgarischen Reiches. Übrig blieb ein westbulgarischer Staat, der im Wesentlichen auf Mazedonien und große Teile des heutigen Albaniens beschränkt war. Das Zentrum dieses Reiches lag um 1000 in der Gegend des Ohrid- und des Prespasees. Der Sitz des bulgarischen Patriarchen wurde von der alten Hauptstadt Preslaw nach Ohrid verlegt. Um 976 erhob Zar Samuil das Erzbistum von Ohrid zum Patriarchat.
1018 eroberte der byzantinische Kaiser Basileios II. den Rest des Samuilischen Reichs. Er organisierte es als Thema Bulgarien, das seinen Sitz in Skopje hatte. Das bulgarische Patriarchat wurde aufgehoben, an seine Stelle trat das autokephale Erzbistum von Ohrid und ganz Bulgarien, auch große Eparchie oder große westliche Eparchie genannt, dessen Jurisdiktionsgebiet in insgesamt drei Privilegurkunden von Basileios II. auf 31 Eparchien festgelegt wurde. Das Erzbistum blieb von der byzantinischen Reichskirche unabhängig, jedoch wurden die Erzbischöfe vom byzantinischen Kaiser ernannt. Der erste vom Kaiser ernannte Erzbischof Johannes I. Debranin (1018–1037) war noch ein Slawe, danach ernannten die byzantinischen Kaiser stets griechische Priester aus dem Klerus der Hagia Sofia zu Erzbischöfen. Die Führung des Erzbistums war hellenisiert, während der slawische Charakter des Erzbistums vom niederen Klerus weiter gepflegt wurde.
Knapp 200 Jahre blieb Ohrid ein bedeutendes Erzbistum. Erzbischof Leo war 1054 Mitautor eines Rundschreibens Michaels I. Kerullarios', das als Anlass für die Trennung von der lateinischen Kirche diente. Theophylact von Ohrid verteidigte 1078 die Autokephalie des Erzbistums erfolgreich gegen die Ansprüche des Patriarchats von Konstantinopel. 1157 verwendete der Erzbischof Johannes-Adrian IV. Komnenos den Titel Erzbischof von Justiniana Prima und Bulgarien. Nach Änderungen des Jurisdiktionsgebietes in der Komnenenzeit umfasste das Erzbistum 25 Bistümer. Nach 1185 verlor es 4 Bistümer an das Zweite Bulgarische Reich.
Als das Byzantinische Reich 1204 im Ergebnis des Vierten Kreuzzugs zerfiel, geriet Ohrid unter die Herrschaft des bulgarischen Zaren Kalojan. 1215 fiel es an Despotat Epirus, 1259 an Kaiserreich Nikaia. Ab 1219 gingen 3 Bistümer in das unter Sava von Serbien gegründete Erzbistum der serbischen und primorischen Länder über. Im Zweiten Bulgarischen Reich wurde 1235 das Patriarchat von Tarnovo konstituiert. Im Zuge des Niedergangs des Byzantinischen Reiches schrumpfte das Erzbistum in den folgenden Jahrhunderten stark, Ende des 13. Jahrhunderts umfasste es nur noch 11 Bistümer. Nach der serbischen Eroberung Makedoniens respektierte Stefan Dušan den autokephalen Status des Erzbistums unter dem Patriarchat von Peć. In dieser Periode wurden die Erzbischöfe von den serbischen Zaren ernannt.
Aufgrund ihrer anfänglichen Loyalität zu den osmanischen Herrschern konnten die Erzbischöfe von Ohrid ihre Jurisdiktion im 16. Jahrhundert ausbauen. Um 1520 wurde das Patriarchat von Peć aufgelöst und dessen Bistümer an das Erzbistum Ohrid angeschlossen; das Patriarchat von Peć wurde jedoch 1557 unter Sokollu Mehmed Pascha wieder erneuert. Bis zu seiner Auflösung im Jahr 1767 umfasste das Erzbistum Ohrid nunmehr 9 Metropolien und 5 Bistümer. Die nachfolgenden Jahrhunderte waren von Ämterkauf geprägt, alleine von 1650 bis 1700 waren 19 Erzbischöfe im Amt. Die für den Ämterkauf notwendigen Mittel wurden von den Gläubigen eingetrieben. Im 16. und 17. Jahrhundert warb das Erzbistum verstärkt um Unterstützung durch Wien und Rom, in der ersten Hälfte des 17. Jahrhunderts gingen 4 Erzbischöfe eine Union mit der römisch-katholischen Kirche ein. Im 18. Jahrhundert war das Erzbistum zeitweilig auch für die orthodoxen Gemeinden Unteritaliens, Venedigs und Dalmatiens zuständig. Als Vergeltung für die Unterstützung von Aufständischen während der Türkenkriege wurden das Erzbistum Ohrid und das Patriarchat von Peć 1767 bzw. 1776 aufgelöst, ihre Diözesen dem Patriarchat von Konstantinopel überlassen. Um jede Spur des Erzbistums auszulöschen, wurde die Region um Ohrid dem Bistum Prespa zugeteilt.
1870 wurde Ohrid dem neu gebildeten bulgarischen Exarchat unterstellt was auch zur Eskalation des Bulgarisch-griechischen Kirchenkampfes führte. Nach dem Ersten Weltkrieg, mit dem Sieg über Bulgarien wurde die Eparchie Teil der Serbischen Kirche, die bulgarische Bischöfe vertrieben und die Kirchen und Kirchengemeinden enteignet. 
Das Erzbistum Ohrid wurde 1958 neu begründet, verkörpert durch den Metropoliten von Skopje, der in kanonischer Einheit mit dem serbischen Patriarchen stand. Der Metropolit ist als „Erzbischof von Ohrid und Mazedonien“ Oberhaupt der mazedonisch-orthodoxen Kirche, deren 1967 einseitig ausgerufene Autokephalie bis 2022 von keiner anderen orthodoxen Kirche anerkannt wird. Von der serbisch-orthodoxen Kirche wurde 2002 ein als kanonisch anerkanntes autonomes Erzbistum Ohrid eingerichtet.

## Heutige Erzdiözesen

### Mazedonisch-Orthodoxe Erzdiözese
1958 wurde ein Erzbistum Ohrid wiedergegründet, das seit 1967 Metropolitanbistum der bis 2022 nicht als kanonisch anerkannten mazedonisch-orthodoxen Kirche ist.

### Autonome Serbisch-Orthodoxe Erzdiözese
Mit dem Begriff Erzbistum Ohrid wird eine 2002 eingerichtete autonome Erzdiözese der serbisch-orthodoxen Kirche auf dem Gebiet Nordmazedoniens bezeichnet. Diese wurde im Gegensatz zur mazedonisch-orthodoxen Kirche von anderen orthodoxen Kirchen bis 2022 als einzige kanonisch legitime orthodoxe Kirche auf dem Gebiet Nordmazedoniens anerkannt. Der zuständige serbische Metropolit von Ohrid residiert in Skopje.